# Listafelag Føroya
Listafelag Føroya is de kunstvereniging van de Faeröer, een autonoom gebied binnen het Koninkrijk Denemarken. De organisatie is gevestigd in het Listasavn Føroya, het nationale kunstmuseum in de hoofdstad Tórshavn.

## Geschiedenis
De eerste generatie Faeröerse kunstenaars werd vanaf de jaren dertig van de twintigste eeuw opgeleid aan de Kongelige Danske Kunstakademi, de kunstacademie van Kopenhagen. Ook tijdens het begin van de Tweede Wereldoorlog verbleef de meerderheid van hen in deze stad. Onder hen was de eerste Faeröerse professionele kunstenaar, Sámal Joensen-Mikines (1906-1979). Nadat echter nazi-Duitsland bij de Operatie Weserübung in april 1940 Denemarken en Noorwegen had veroverd en de Faeröer nog diezelfde maand door het Verenigd Koninkrijk waren bezet, werden al hun contacten met de eilandengroep afgesneden. Een jaar later richtten ze in Kopenhagen de Listafelag Føroya op, teneinde de nieuwe Faeröerse kunst onder de aandacht te brengen. Na de oorlog speelde deze vereniging een belangrijke rol bij het ontstaan van het kunstenaarsmilieu in Tórshavn, dat zich vooral in de loop van de jaren vijftig zou ontwikkelen.
Op aandringen van de Listafelag Føroya begon de regering van de Faeröer in 1948 met de aanleg van een nationale collectie Faeröerse kunst. In 1970 liet de vereniging in Tórshavn de kunstgalerie Listaskálin bouwen en stelde daarin haar eigen verzameling tentoon. Beide collecties werden in 1989 samengevoegd en zijn sinds 1993 samen te zien in het Listasavn Føroya, het Faeröerse nationale kunstmuseum.

## Activiteiten
Tot de activiteiten van de Listafelag Føroya behoort het organiseren van exposities van Faeröerse kunst in het buitenland. De vereniging organiseerde onder meer tentoonstellingen in Reykjavík, Akureyri en Kopenhagen.
Sinds 1948 verzorgt de Listafelag Føroya iedere zomer een expositie tijdens de Ólavsøka, het jaarlijkse nationale festival dat is gewijd aan de heilige Sint Olaf. De eerste veertig jaar werd deze tentoonstelling breed opgezet en was er ook kunst van amateurs te zien. Sinds het begin van de jaren negentig is de vereniging bij de selectie van de getoonde werken echter vooral nadruk gaan leggen op professionele kwaliteit.